# 阿克塞尔·布罗姆奎斯特
阿克塞尔·布罗姆奎斯特（1894年12月14日—1965年12月11日）是一名瑞典速度滑冰运动员，他曾参加过1924年冬季奥林匹克运动会。
在1924年冬奥会上他在男子500米的比赛中取得了第六名，在男子1500米比赛中取得第13名，在男子5000米比赛中取得第15名。